# 1025 Riema
Riema (asteroide 1025) é um asteroide da cintura principal, a 1,9010624 UA. Possui uma excentricidade de 0,0394119 e um período orbital de 1 016,92 dias (2,78 anos).
Riema tem uma velocidade orbital média de 21,17206099 km/s e uma inclinação de 26,85828º.
Este asteroide foi descoberto em 12 de agosto de 1923 por Karl Reinmuth.